# ¡Qué noche de casamiento!
¡Qué noche de casamiento! è un film del 1953 diretto da Enrique Carreras.

## Trama
La vicenda gira intorno a una coppia di fidanzati, il padre geloso di lei e il sosia del fidanzato che prende il suo posto.